# Robert E. Kramek

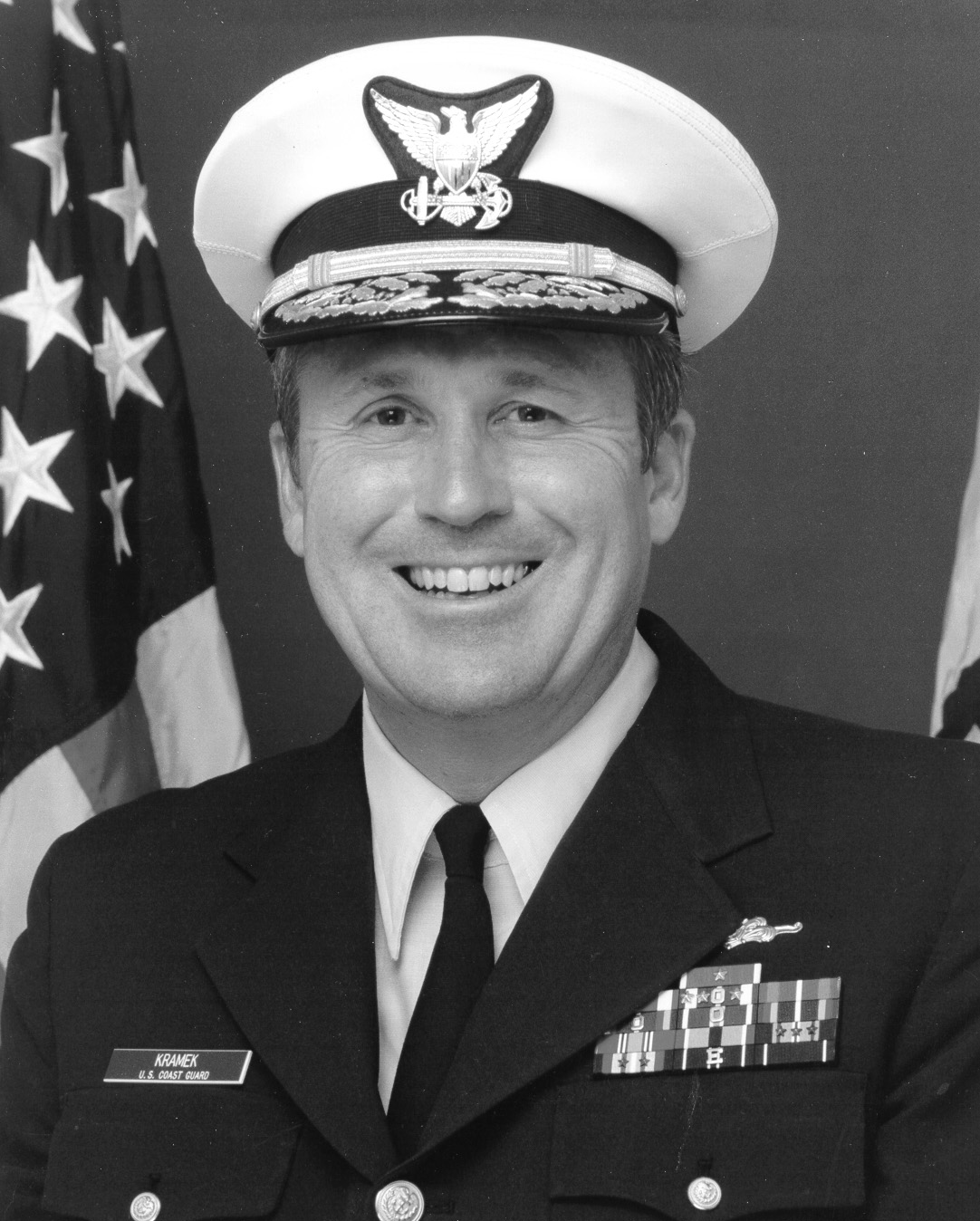
Robert E. Kramek

Robert Edward Kramek (* 15. Dezember 1939 in Manhattan, New York; † 20. Oktober 2016) war US-amerikanischer Admiral und Commandant of the Coast Guard.

## Leben
Nach dem Besuch der High School in Bayside (New York) studierte Kramek Ingenieurwissenschaften an der US Coast Guard Academy in New London (Connecticut) und schloss diese 1961 mit einem Bachelor of Science (B.S. Engineering) ab. Im Anschluss begann er seinen Militärdienst in der US Coast Guard. Im Laufe seiner militärischen Laufbahn absolvierte er weitere Studien an der University of Michigan, der Johns Hopkins University, der University of Alaska sowie dem Naval War College.
In seiner Laufbahn war er unter anderem Kommandant der USCGC Midgett, Kommandant der Coast Guard Base in Governors Island sowie als Konteradmiral Kommandeur des 13. Coast Guard-Bezirks in der Pacific Area und danach des 7. Bezirks in der Atlantic Area. Während dieser Verwendung war er auch Leiter der Task Force zu den Flüchtlingen aus Haiti sowie Koordinator der regionalen Drogenbekämpfung.
Nachdem er als Vizeadmiral Stabschef (Chief of Staff) war, wurde er als Nachfolger von Admiral J. William Kime im Juni 1994 Admiral und Commandant der US Coast Guard und bekleidete dieses Amt bis zu seiner Versetzung in den Ruhestand im Jahr 1998. Nachfolger als Kommandeur wurde anschließend Admiral James Loy. Für seine Verdienste wurde er unter anderem mit dem Legion of Merit ausgezeichnet.
Nach seinem Ausscheiden aus dem aktiven Dienst wechselte er 1998 in die Privatwirtschaft und war zuerst von 1998 bis 2004 Präsident der Amerika-Abteilung der Klassifikationsgesellschaft American Bureau of Shipping und war dort anschließend dessen Präsident und Chief Operating Officer (COO). Ab 2007 war er Mitglied des Board of Directors des Erdölunternehmens Rowan Companies.
Daneben engagierte sich Kramek in zahlreichen Organisationen wie der American Society of Naval Engineers (ASNE), dem Council on Foreign Relations, der US Navy League sowie der Society of Naval Architects and Marine Engineers (SNAME).
Im Jahr 2009 verlieh ihm die California Maritime Academy der California State University einen Ehrendoktor als Doctor of Science.